# Sartitschala

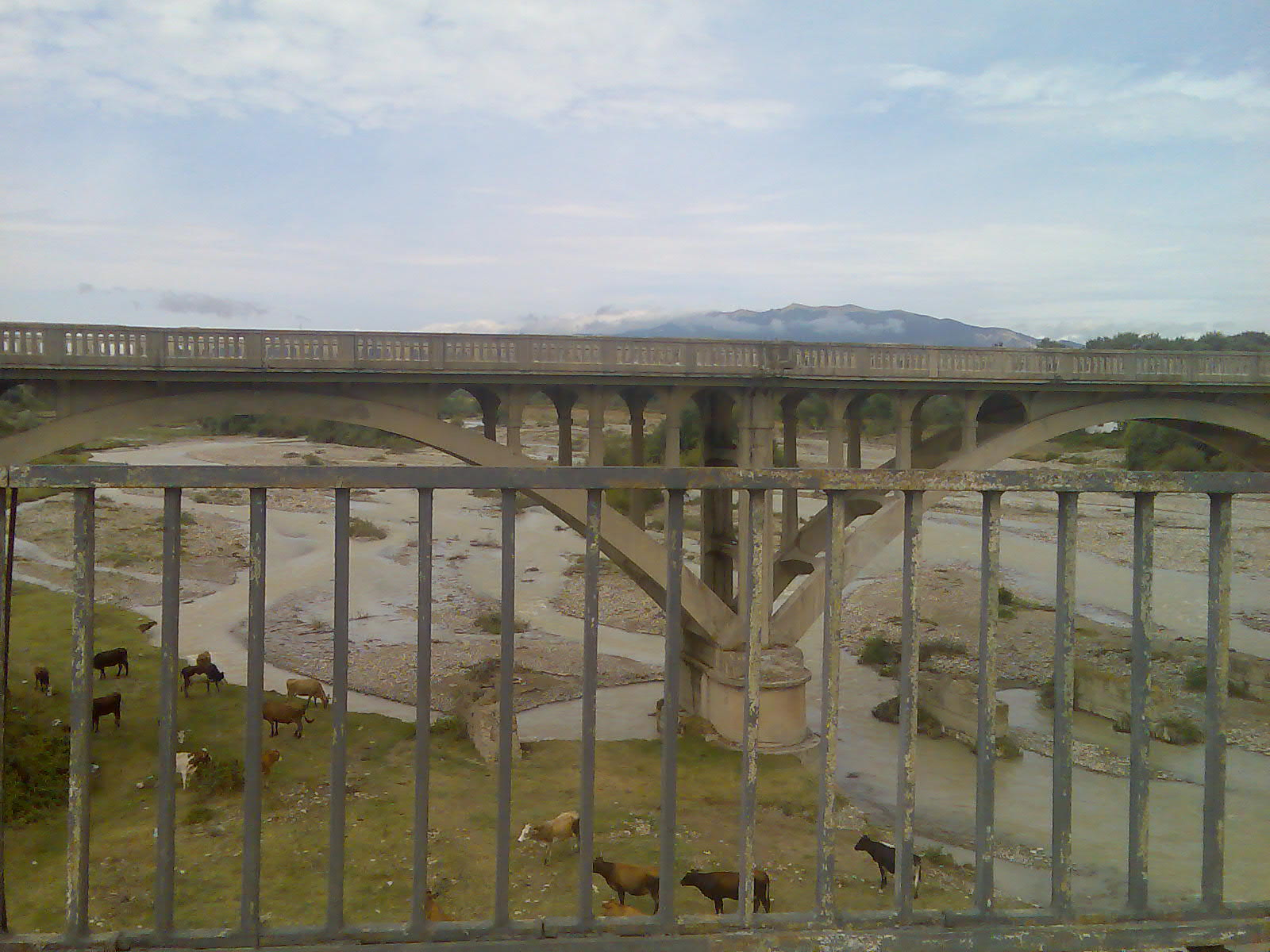
Alte Brücke über den Fluss Iori bei Sartitschala

Sartitschala (georgisch სართიჭალა) ist ein Dorf in der Munizipalität Gardabani der georgischen Verwaltungsregion Niederkartlien und eine ehemalige Siedlung der Kaukasiendeutschen. Bis 1944 trug die Ortschaft den Namen Marienfeld.

## Geschichte
Marienfeld wurde – so wie einige andere Siedlungen in der Region – im frühen 19. Jahrhundert von deutschen Siedlern aus Württemberg gegründet. Nach dem Angriff der deutschen Wehrmacht auf die Sowjetunion 1941 wurden alle Deutschen aus dem Westteil des Landes nach Zentralasien und Sibirien zwangsumgesiedelt. In Folge wurde das Dorf 1944 auf den heutigen Namen umbenannt und dort überwiegend ethnische Georgier angesiedelt.
Heute besteht die Bevölkerung der Ortschaft, die vorwiegend von der Landwirtschaft lebt, zu 90 % aus ethnischen Georgiern. Nach 1990 entstanden einige größere lebensmittelverarbeitende Betriebe, beispielsweise eine Schweinezucht mit Schlachthaus und eine Baumschule. Außerdem ist die Ortschaft aufgrund der Nähe zu Tiflis als Wohnsitz wohlhabenderer Hauptstädter beliebt.